# Jean Dun
Jean Dun, noto anche come Jean Dun "padre" (16?? – 1735), è stato un cantante lirico francese attivo all'Opéra di Parigi, dove creò molti ruoli di basso durante la fine del XVII e l'inizio del XVIII secolo. Era anche il basso solista presso la Chiesa di Saint-Paul-Saint-Louis a Parigi durante il periodo in cui Charpentier era il maestro della musica lì. La sua voce è descritta nelle fonti contemporanee come basse-taille, che è più vicino in qualità a quella di un baritono moderno.

## Biografia
Poco si sa dei suoi primi anni di vita, ma secondo Casaglia, apparve nel piccolo ruolo di Eutyro nella prima di L'Ercole amante di Francesco Cavalli nel 1662. Nel 1697 cantava ruoli principali, a volte creandone fino a due o tre in un'opera, ad es nella prima del 1710 dell'opéra-ballet Les fêtes vénitiennes di André Campra. Nel corso della sua lunga carriera è apparso in più di 37 opere. Dun si ritirò dalle scene nel 1720 con una pensione dall'Opéra di Parigi, ma dal 1726 al 1734 cantò nel coro del teatro. Morì a Parigi l'anno successivo.
Anche due dei figli di Dun erano cantanti d'opera. Suo figlio, Jean Dun "fils" (morto nel 1772), cantò anche ruoli di basso principale con l'Opéra di Parigi. Padre e figlio apparvero insieme nella prima del 1718 di Les âges di Campra. Sua figlia, che si esibiva come "Mlle Dun", fu molto applaudita per la sua voce e l'affascinante presenza scenica, ma si esibì per soli cinque anni all'Opéra prima della sua morte prematura nel 1713.